# جان پیتر راسل
جان پیتر راسل (زاده ۱۶ ژوئن ۱۸۵۸- درگذشته ۲۲ آوریل ۱۹۳۰) نقاش امپرسیونیست استرالیایی بود.

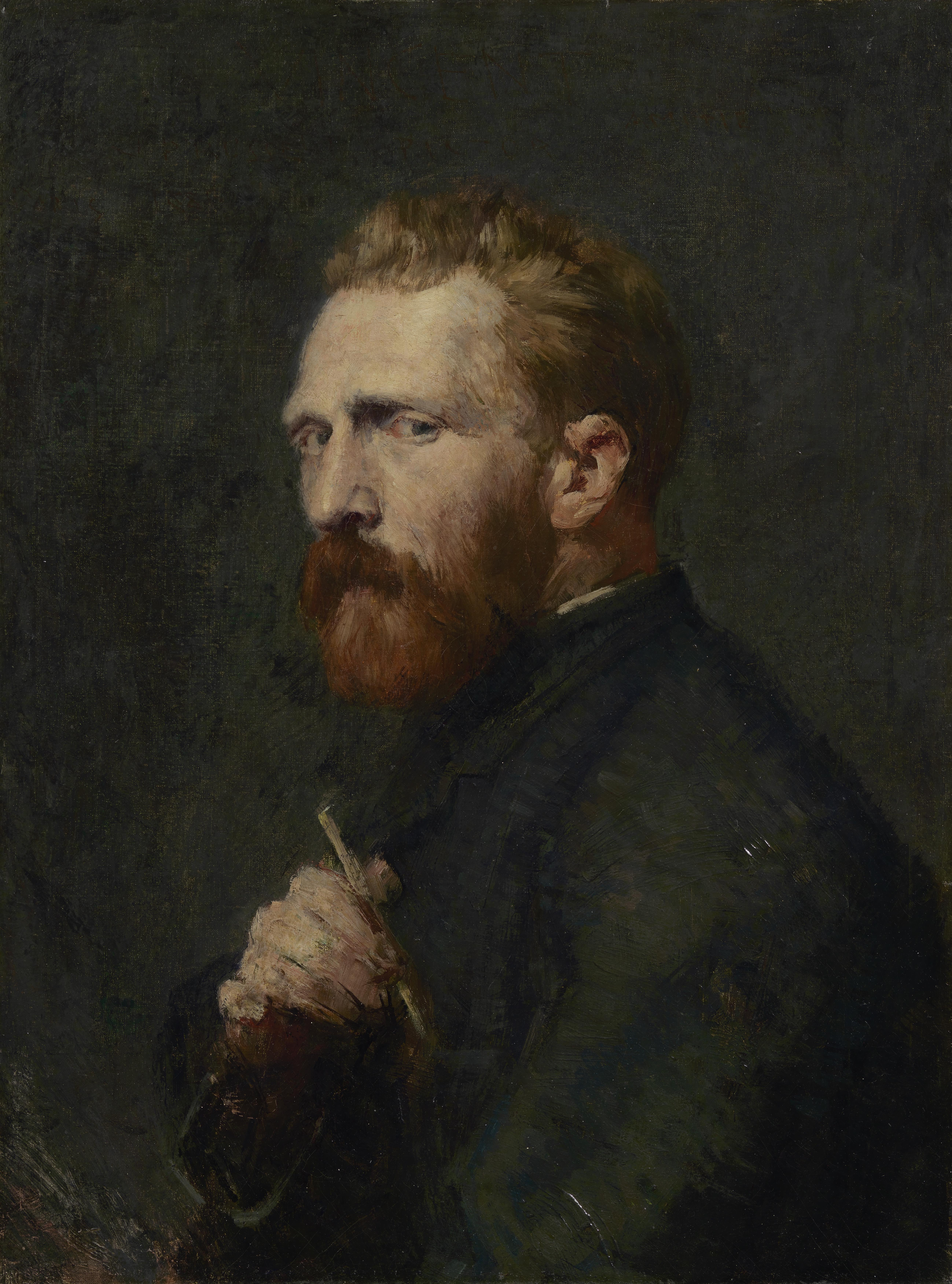
پرتره ونسان ون گوگ اثر جان پیتر راسل که در سال ۱۸۸۶ کشیده شده است، هم‌اکنون این نقاشی در موزه ون گوگ، آمستردام نگهداری می‌شود.

## نگارخانه

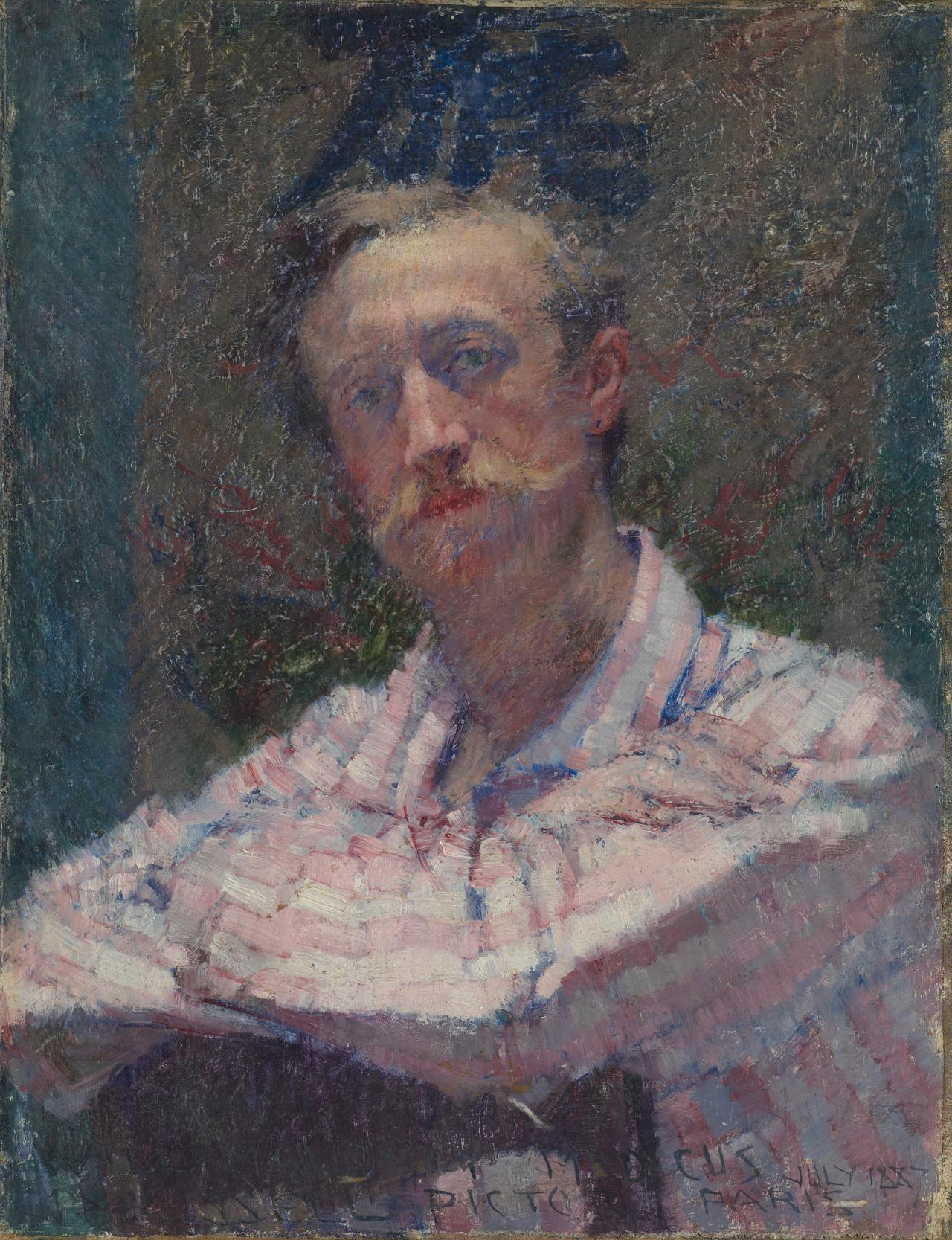
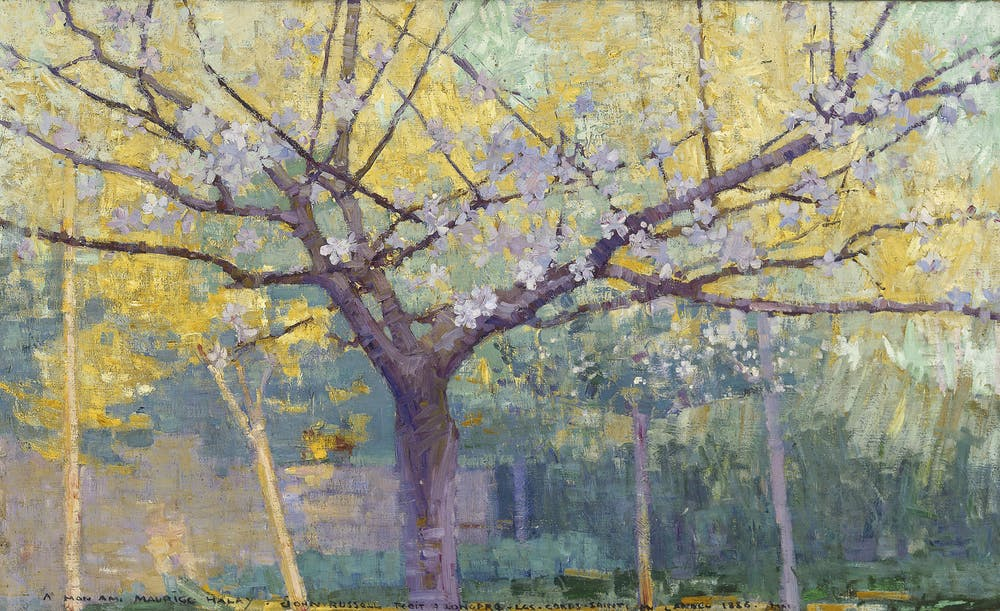
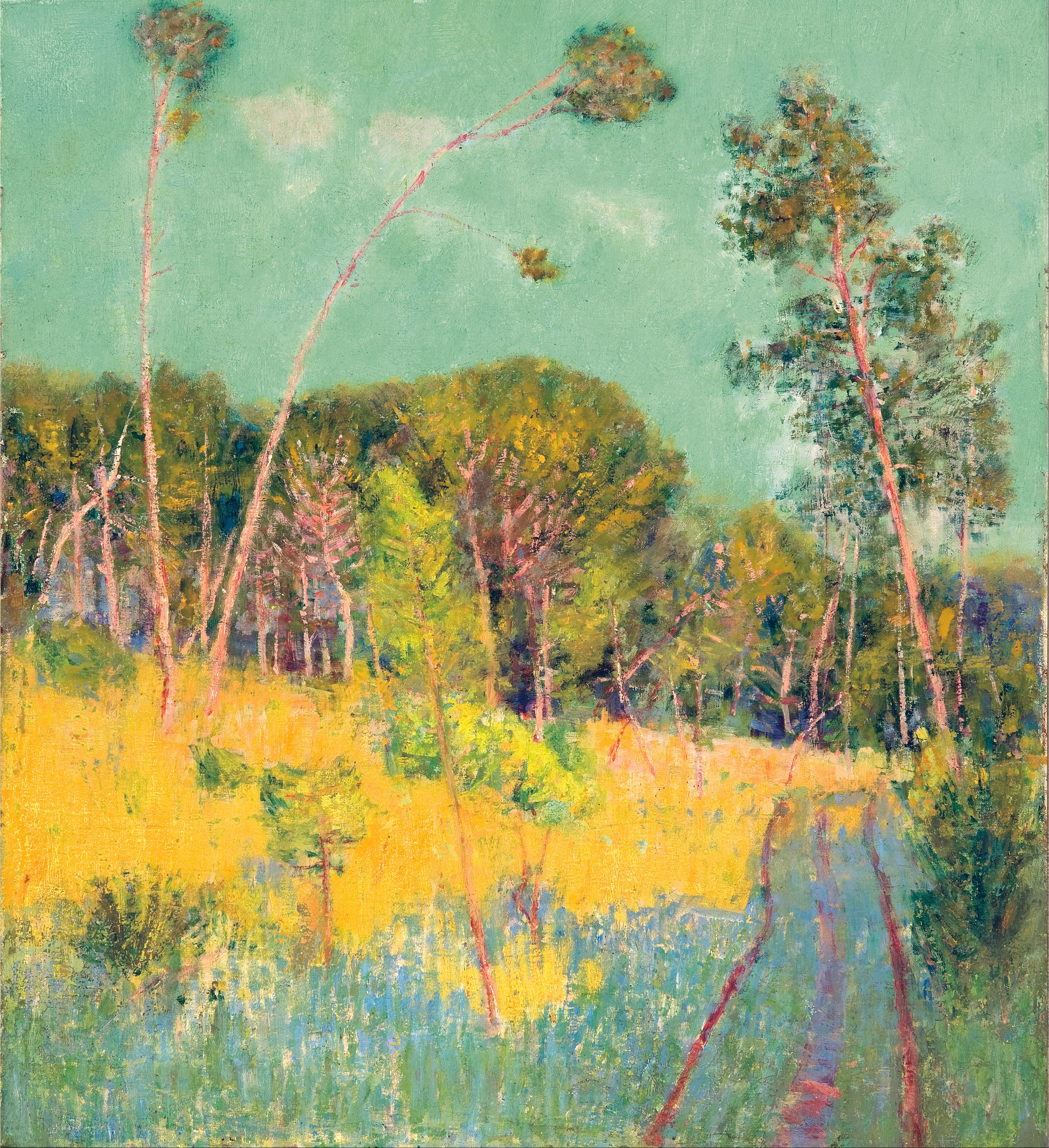
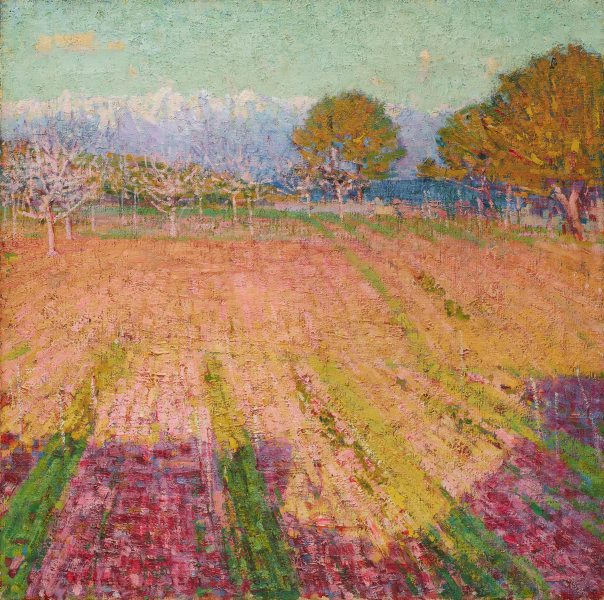
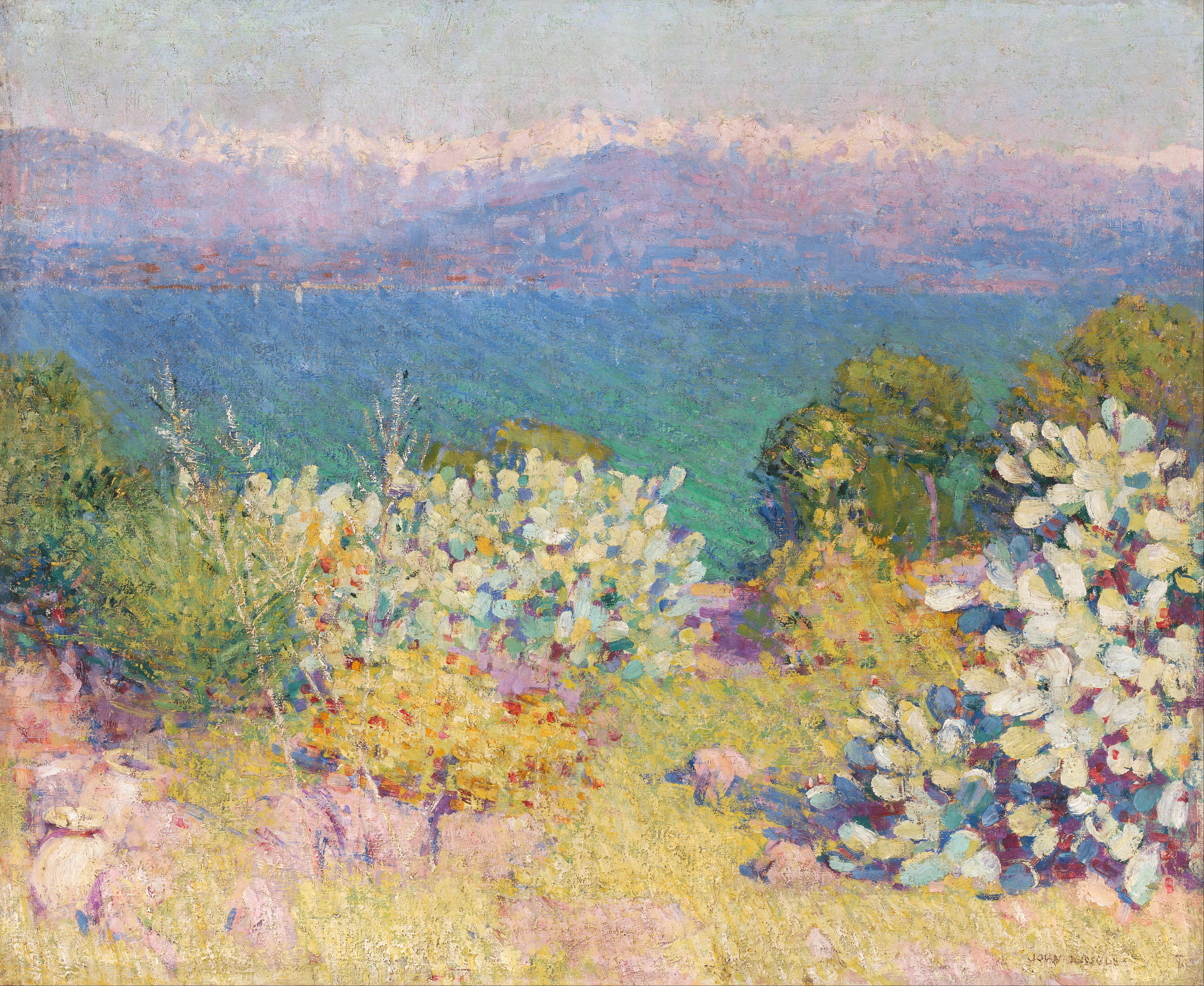
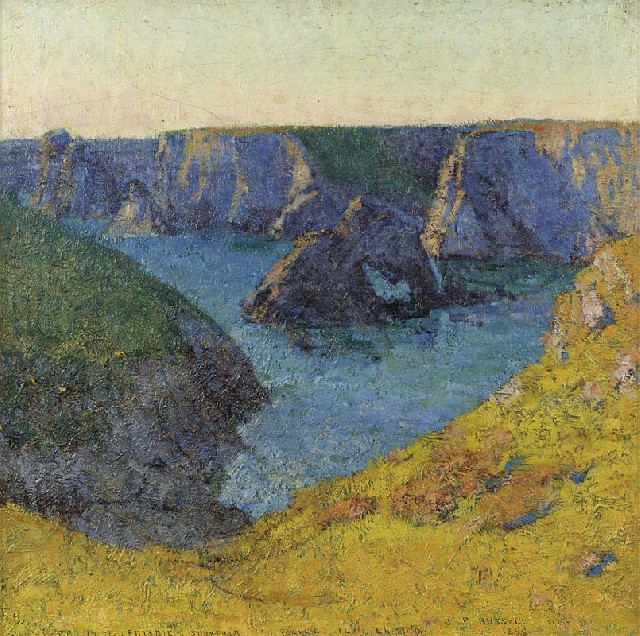
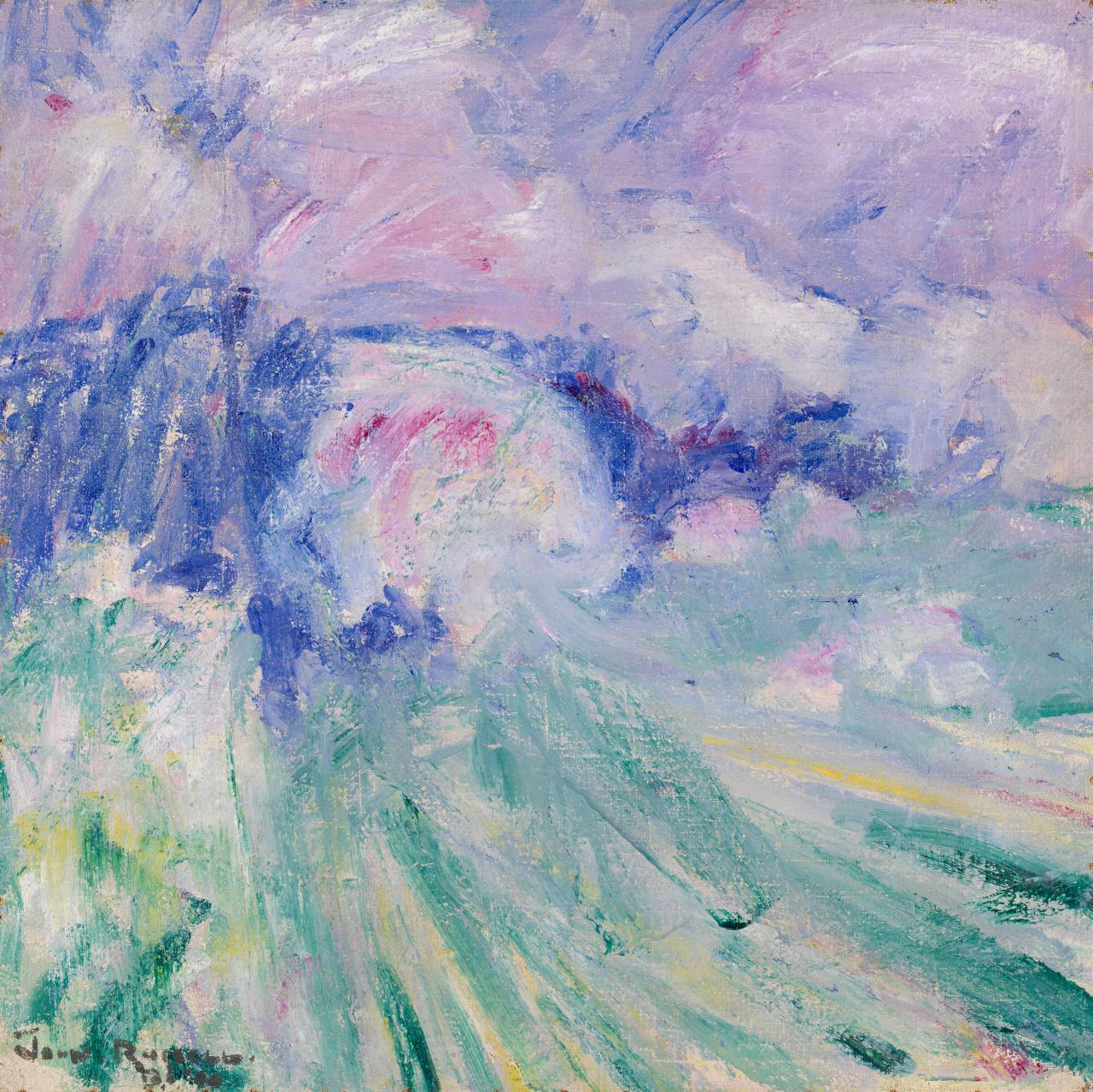
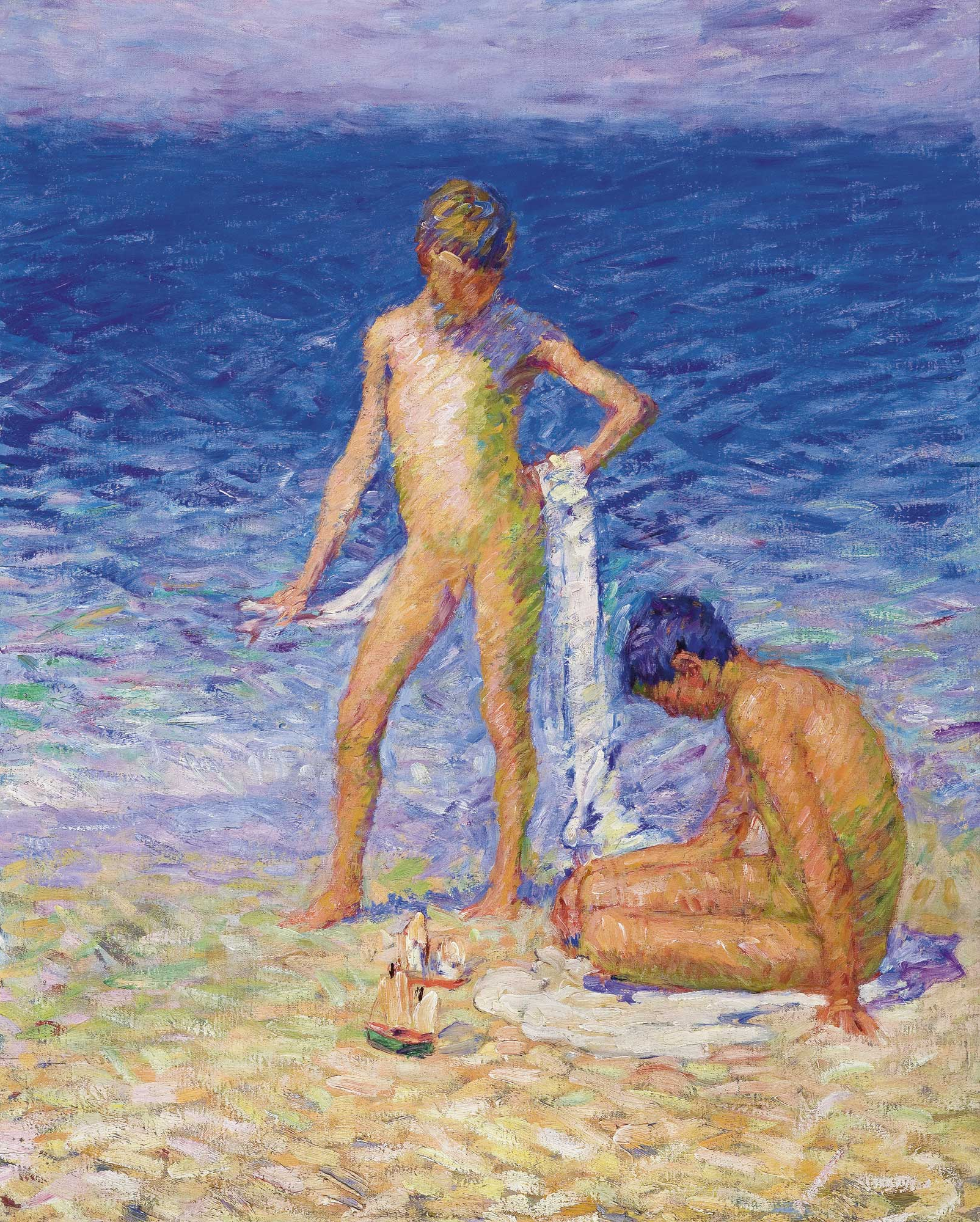
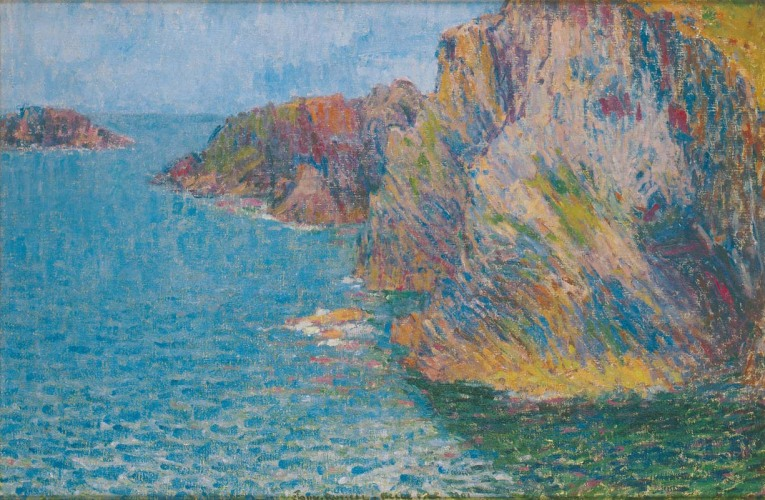
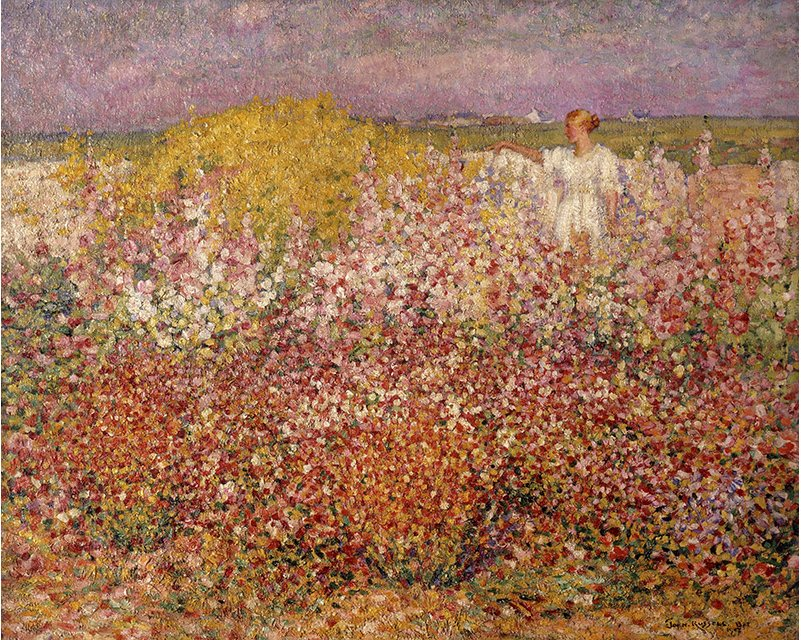